# Scopula horichroea
Scopula horichroea är en fjärilsart som beskrevs av Louis Beethoven Prout 1916. Scopula horichroea ingår i släktet Scopula och familjen mätare. Inga underarter finns listade.